# Королевские уэльские фузилёры
Королевские уэльские фузилёры (англ. Royal Welch Fusiliers) — воинское подразделение британской армии.
Это был один из старейших полков регулярной армии, отсюда и неправильное по меркам современной орфографии, архаичное написание слова «уэльский» в названии полка — «Welch» вместо «Welsh». В период с англо-бурской и на протяжении всей Первой мировой войны полк всё же назывался «The Royal Welsh Fusiliers», однако позднее архаичное написание названия было официально восстановлено армейским приказом № 56 1920 года.
На 2004 год это был один из пяти полков линейной пехоты, ни разу за свою историю не сливавшийся с другими формированиями.
1 марта 2006 года полк был объединён с Королевским полком Уэльса и стал 1-м батальоном Королевских валлийцев.

## История
Полк был сформирован 16 марта 1689 года в качестве элемента противодействия Якову II, а также ввиду надвигавшейся неминуемой войны с Францией. Новой воинской части был присвоен номер 23-й пехотный полк, хотя это был один из первых полков, удостоившихся звания фузилёрного. С 1702 года он был известен как Уэльский полк фузилёров. Почётная приставка «Королевский» была заслужена в войне за испанское наследство 1713 года.
В дальнейшем легкопехотные и гренадерские роты фузилёров принимали участие в кровопролитных боях Американской войны за независимость, таких как битва при Банкер-Хилле и сражение при Гилфорд-Кортхауз. Полк задействовался практически в каждой кампании от Лексингтона и Конкорда до Йорктауна. Множество рукописных отчетов можно найти в «Дневнике лейтенанта Фредерика Маккензи» или в «Подлинном и достоверном журнале происшествий во время последней Американской войны» сержанта Роджера Лэмба. Среди сражений Наполеоновских войн, в которых полку довелось участвовать, следует выделить битву при Ватерлоо.
Характерным отличием, своего рода уникальной почётной эмблемой униформы военнослужащих полка было наличие на спине, в районе шеи, пяти чёрных шёлковых лент, нашитых внахлёст (семи дюймов (17,78 см) длиной для солдат и 9-дюймовых (22,84 см) для офицеров). Это наследие тех дней, когда солдатам дозволялось носить косу. В 1808 году, когда подобная вольность была отменена, полк находился в Канаде. По их возвращении на родину они решили оставить эти ленты, придерживающие длинные волосы, на что было дано специальное разрешение короля. В период Первой мировой войны армейский совет попытался убрать этот символ, обосновывая это тем, что он позволяет германцам определять подразделение, противостоящее им. В ответном рапорте фузилёр Роберт Грейвс писал:
Резко возражая, полк хотел бы знать, когда с момента отступления из Ла-Коруньи, когда полк последним покидал Испанию с ключами от города в кармане одного из офицеров, хотя бы кто-нибудь из врагов Его Величества видел спину Королевского уэльского фузилёра?
И вопрос остался в состоянии неопределённости на протяжении всей войны.

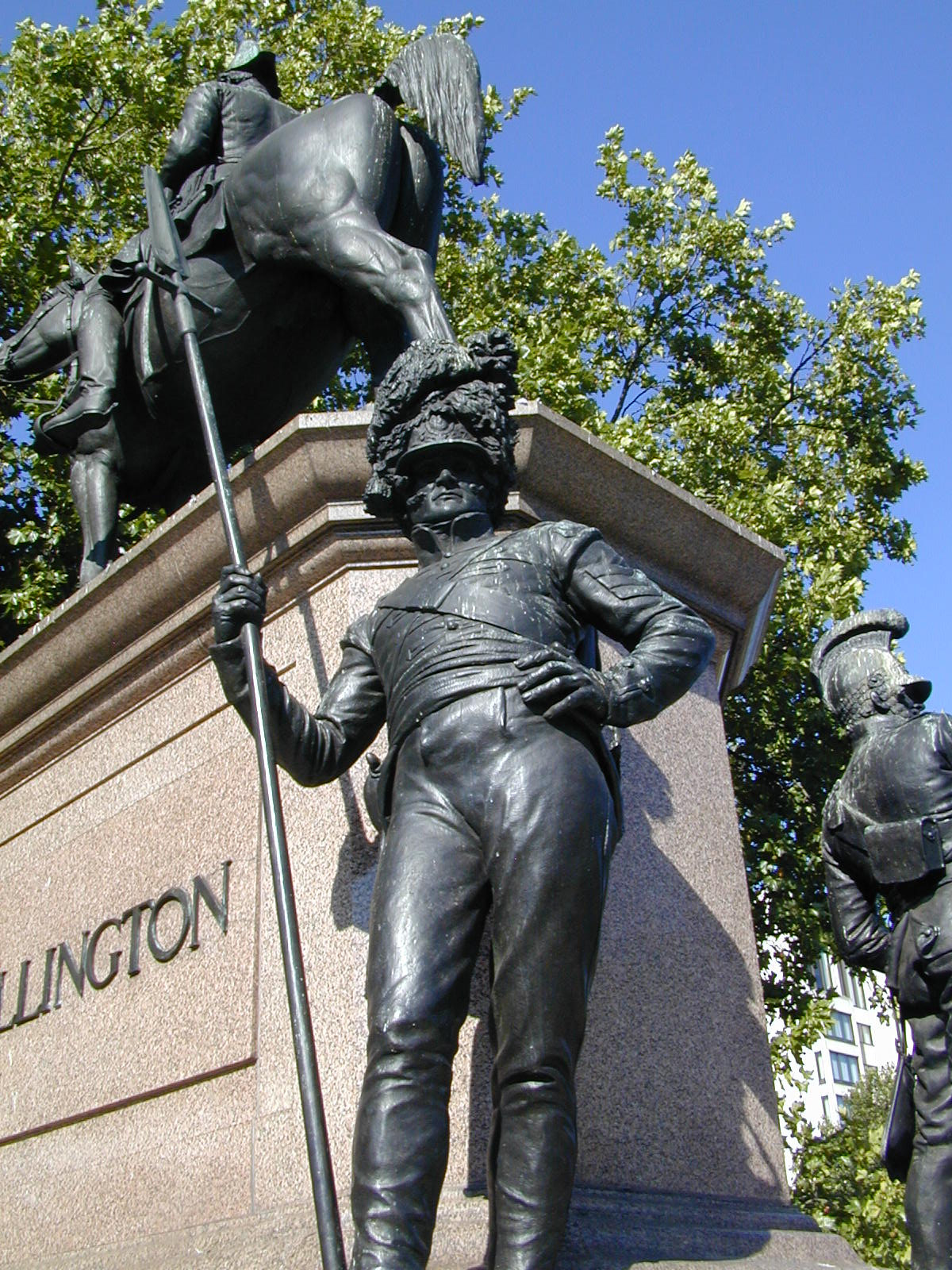
Королевский уэльский фузилёр у подножья памятника фельдмаршалу Веллингтону в Лондоне.

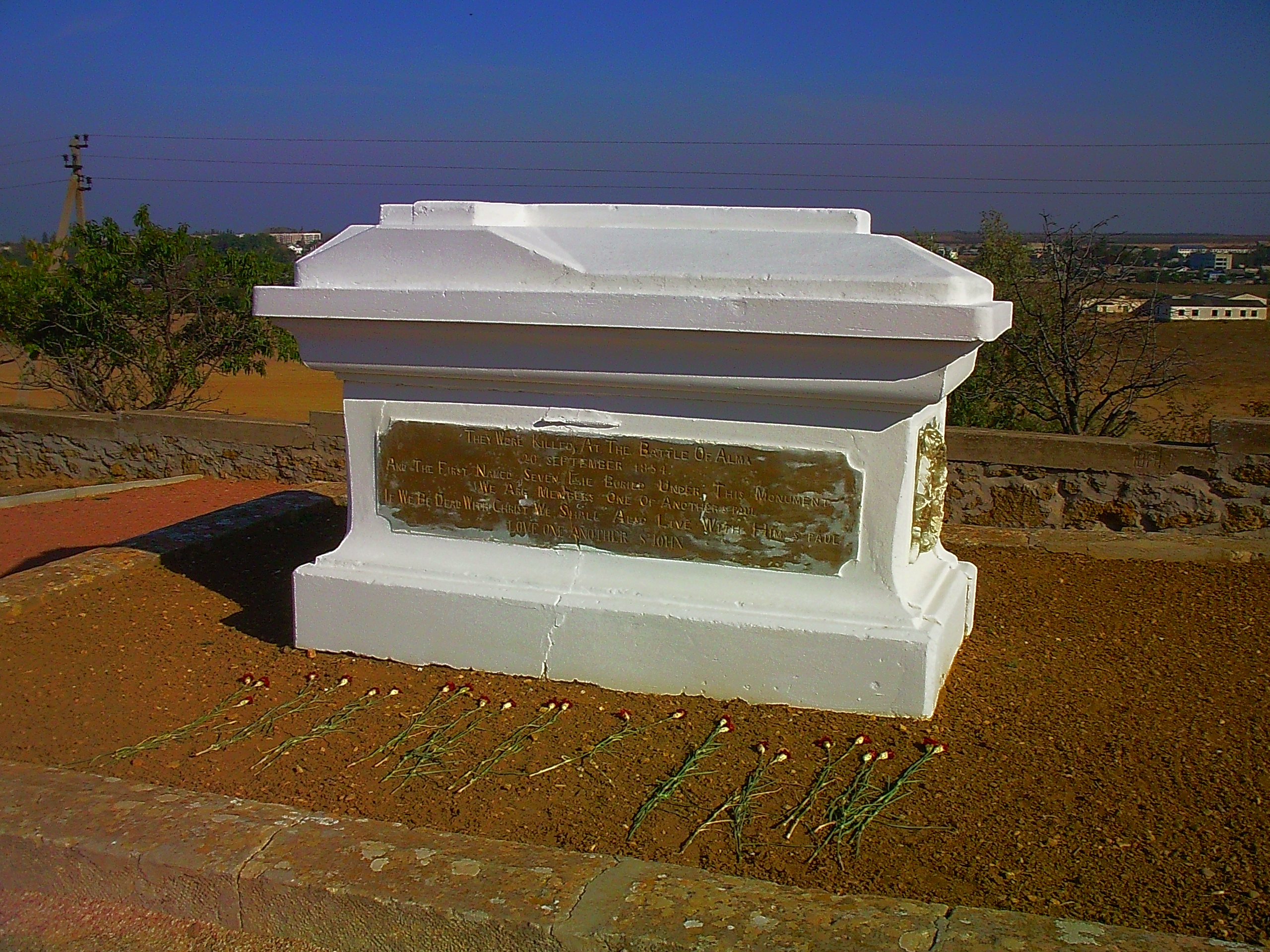
Памятник-саркофаг офицерам
23-го Уэльского фузилёрского полка, бригады Кодрингтона дивизии
Дж. Броуна. Вилино, Крым.
Восстановлен скульптором Ф. Ф. Сундуковым в 1993 году.

Участвовал в Крымской войне. В составе дивизии Дж. Броуна принял участие в Альминском сражении.
Несколько батальонов полка во время Первой мировой находились в Бельгии и Франции. Из боевого пути 1-го батальона стоит выделить бой за Мамецкий лес 1916 года. Второму батальону в 1917-м пришлось пережить бойню в грязи Пашендейля. На Рождество 1915 года королевские фузилёры участвовали в легендарном футбольном матче с немцами.

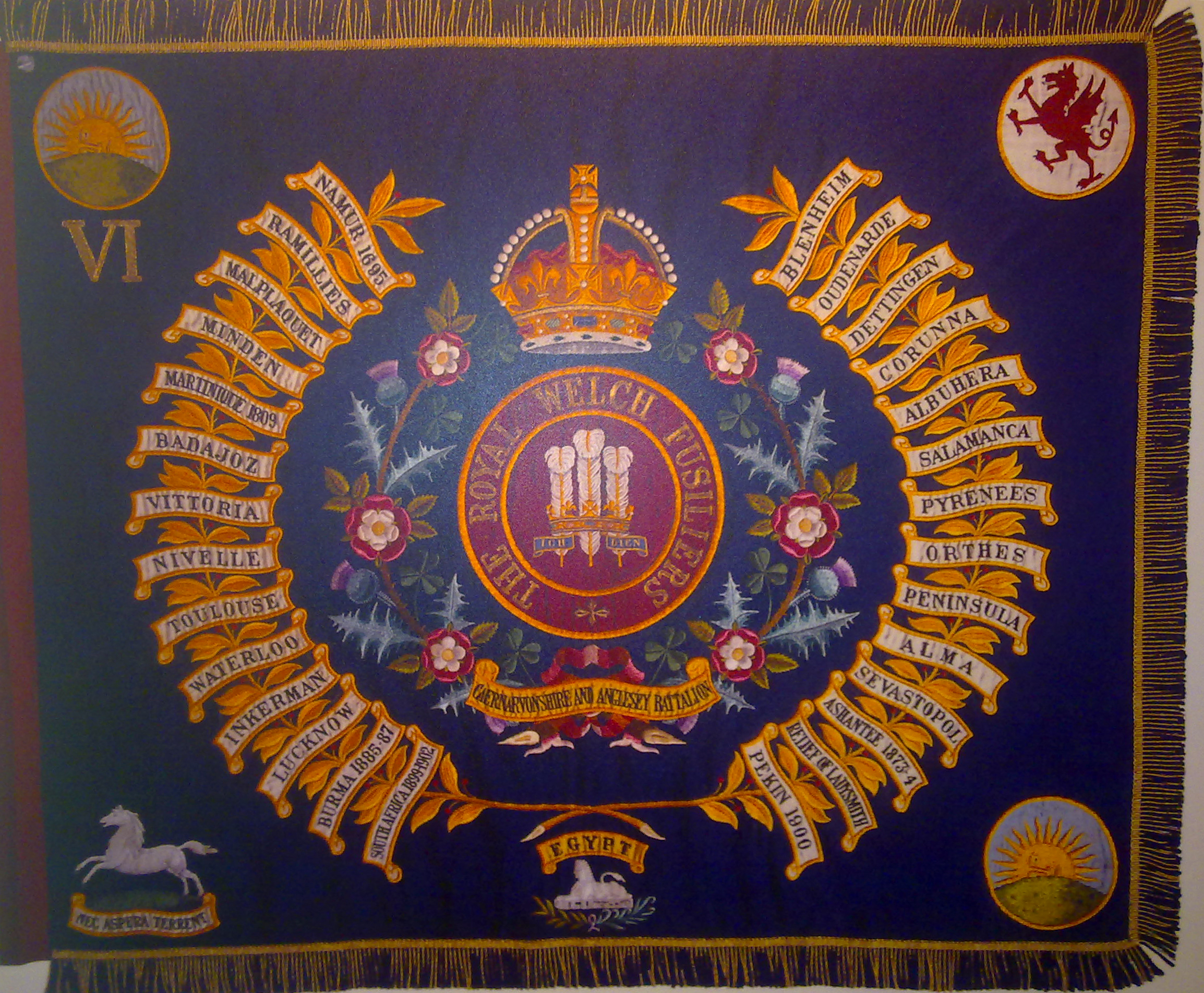
Знамя 6-го батальона полка.
На нашивках указаны основные кампании и сражения.

В течение этой войны несколько поэтов и писателей служило в разных батальонах полка во Франции, таких как Зигфрид Сассун, Роберт Грейвс, Дэвид Джонс и Хедд Вин. Их произведения и мемуары, в первую очередь «Простимся со всем этим» Грейвса, основаны на действиях полка, живописно зафиксированных для потомков. Форд Мэдокс Форд волнующе отразил уэльских солдат, находившихся под его командованием, в четырёхтомном романе «Конец парада». Капитан Джеймс Данн, военврач 2-го батальона полка на протяжении войны, составил хронику событий, происходивших с этим подразделением за время всего более чем четырёхлетнего пребывания во Франции и Бельгии. Этот труд под названием «Война глазами пехоты» стал классикой среди военных историков благодаря своему детальному исследованию всех аспектов ежедневной жизни и смерти в окопах. Лучшее произведение из авторов рядового и сержантского состава — «Старые солдаты никогда не умирают» Фрэнка Ричардса. Фузилёр Ричардс был резервистом, призванным под знамёна полка на заре Первой мировой войны, и находился на Западном фронте в 1914—1918 годах (в том числе был на передовой во время знаменитого Рождественского перемирия 1914 года). Свой довоенный опыт службы он изложил в книге «Старый солдат Сахиб».
В 2004 году было анонсировано, что в ходе всеобщей реструктуризации пехоты Королевские уэльские фузилёры будут объединены с Королевским полком Уэльса в единый более крупный новый полк — Королевские уэльсцы. Это слияние произошло 1 марта 2006 года, оставив после себя только два уэльских пехотных полка в Британской армии: Уэльская гвардия и Королевские уэльсцы. Королевские уэльские фузилёры — сегодня это название первого батальона нового полка, всё ещё продолжающего набирать новобранцев со всех концов Уэльса.
Музей Королевских уэльских фузилёров находится в Карнарвоне, центральное командование — в Рексеме.

## Символы полка

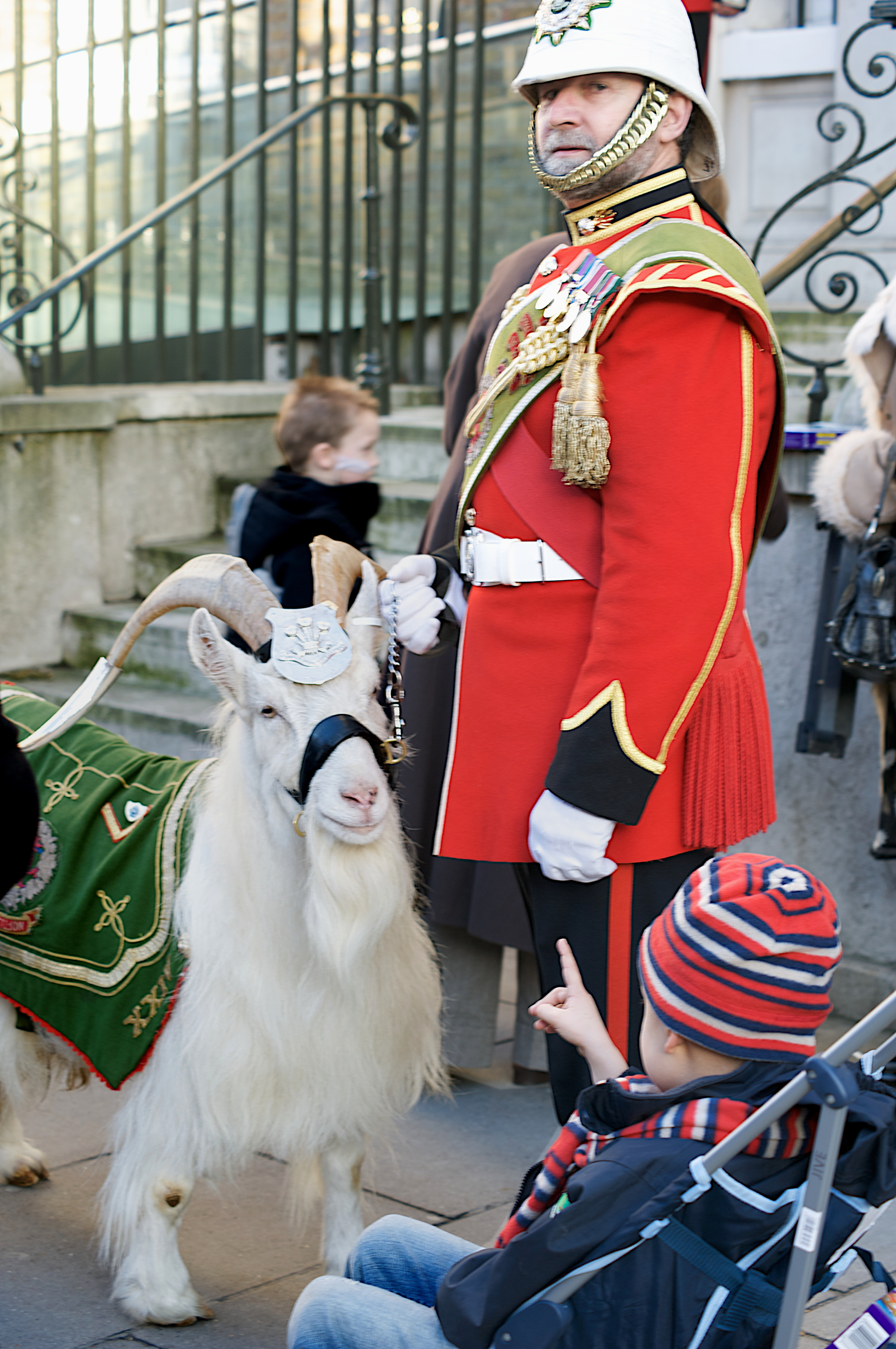
Козёл Уильям Виндзор рядом с королевским валлийским фузилёром

Эмблема полка и кокарда — граната с языками пламени, роль которых играли перья Принца Уэльского. Кокарда изготавливалась из позолоченного металла.
Как и у Королевского полка Уэльса, маскотом уэльских фузилёров традиционно является кашмирский козёл. Своими корнями традиция уходит как минимум в 1775 год, а может и раньше, ко времени основания полка. Талисман обладает всеми привилегиями младшего капрала перед всеми стрелками-фузилёрами и в настоящее время им является Уильям Виндзор.

## Комментарии
1. ↑  Остальными четырьмя являлись:

  - Королевские шотландцы
  - Зелёные ховардцы[англ.]
  - Чеширский полк
  - Собственный Его Величества шотландский пограничный полк
2. ↑  Королевский полк Уэльса стал 2-м батальоном.
3. ↑  Эпизод битвы при Сомме.